# Aufwandsentschädigung (Deutschland)
Eine Aufwandsentschädigung ist in Deutschland eine meist pauschale Vergütung für besondere Umstände oder Belastungen der Arbeit.
Aufwandsentschädigungen zählen zum steuerlichen Einkommen und sozialversicherungsrechtlichen Arbeitsentgelt, wenn und soweit sie nicht ausdrücklich davon ausgenommen sind.
Die Aufwandsentschädigung ist vom schuldrechtlichen Aufwendungsersatz zu unterscheiden, der konkrete Nachweise erfordert.

## Arbeitsrecht
Ein gesetzlicher Aufwandsentschädigungsanspruch existiert nicht. Zur Begründung eines Anspruchs bedarf es entweder einer vertraglichen Zusage auf individualrechtlicher oder kollektivrechtlicher Grundlage, einer betrieblichen Übung oder aber sie muss sich aus dem Gleichbehandlungsgrundsatz ergeben. Ein Beispiel ist die sog. Auslösung im Baugewerbe. Arbeitet der Arbeitnehmer auf einer mindestens 50 km vom Betrieb entfernten Arbeitsstelle und beträgt der normale Zeitaufwand für seinen Weg von der Wohnung zur Arbeitsstelle mehr als 1¼ Stunden, so hat er einen tarifvertraglichen Anspruch auf eine Auslösung. Die Auslösung ist Ersatz für den Mehraufwand für Verpflegung und Übernachtung im Sinne der steuerlichen Vorschriften und beträgt für jeden Kalendertag 34,50 Euro.

## Einkommensteuerrecht

### Aufwandsentschädigung aus öffentlichen Kassen (kommunale  Mandatsträger)
Die den kommunalen Mandatsträgern wie Bürgermeistern und Gemeinderatsmitgliedern gewährten Vergütungen unterliegen als Gewinneinkünfte aus sonstiger selbstständiger Arbeit nach § 18 Abs. 1 Nr. 3 EStG der Einkommensteuer. Bis zu einer gewissen Höhe bleiben die erhaltenen Vergütungen gemäß § 3 Nr. 12 Satz 2 EStG aber einkommensteuerfrei, soweit sie Aufwendungen abgelten, die einkommensteuerrechtlich als Betriebsausgaben berücksichtigungsfähig wären. Die Freibeträge legt das Finanzministerium im Benehmen mit dem Bundesfinanzministerium und den obersten Finanzbehörden der anderen Länder abhängig von der Einwohnerzahl fest.
Diese Aufwandsentschädigung darf nur aus Bundes-, Landes- oder anderen öffentlichen Kassen (z. B. von Gemeinden) gezahlt werden, wenn sie im Haushaltsplan ausgewiesen ist.
Soweit durch Gesetz oder Rechtsverordnung bestimmt, ist die Aufwandsentschädigung bei hauptamtlich tätigen Personen in voller Höhe und bei ehrenamtlich tätigen Personen in Höhe von 1/3 der gewährten Aufwandsentschädigung, mindestens jedoch 250 Euro monatlich steuerfrei. Sind die Anspruchsberechtigten und der Betrag oder auch ein Höchstbetrag nicht durch Gesetz oder Rechtsverordnung geregelt, kann in der Regel ohne weiteren Nachweis ein steuerlich anzuerkennender Aufwand von 250 Euro monatlich angenommen werden.
Bei Personen, die für mehrere Körperschaften des öffentlichen Rechts tätig sind, sind die steuerfreien monatlichen Mindest- und Höchstbeträge auf die Entschädigung zu beziehen, die von der einzelnen öffentlich-rechtlichen Körperschaft an diese Personen gezahlt wird.
Nicht ausgeschöpfte Freibeträge dürfen in andere Monate mit entsprechender Tätigkeit übertragen werden. Sofern also die Tätigkeit das ganze Jahr über ausgeübt wird, ergibt sich damit bei dem Freibetrag von 250 Euro pro Monat wie bei § 3 Nr. 26 auch ein Steuerfreibetrag von 3000 Euro.
Übersteigende Einnahmen können als Betriebsausgaben geltend gemacht werden.

### Einnahmen aus nebenberuflichen Tätigkeiten
Zur Förderung des Ehrenamtes sind bestimmte Einnahmen aus nebenberuflichen Tätigkeiten steuerfrei. Eine Tätigkeit wird nebenberuflich ausgeübt, wenn sie – bezogen auf das Kalenderjahr – nicht mehr als ein Drittel der Arbeitszeit eines vergleichbaren Vollzeiterwerbs in Anspruch nimmt. Ein „Hauptberuf“ muss nicht ausgeübt werden. Auch Rentner oder Studenten kommen also in Frage. Die Nebentätigkeit muss sich aber von einem etwa ausgeübten Hauptberuf unterscheiden.
Erst in den letzten Jahren wurde eine Systematisierung durch § 3 Nrn. 26 und 26a vorgenommen und klargestellt, dass die Freibeträge übersteigende Aufwandsentschädigungen zu versteuern (und ggf. sozialversicherungspflichtig) sind und dass die steuerlichen Freibeträge nicht nebeneinander in Anspruch genommen werden dürfen.
Die Summe aller persönlichen Aufwandsentschädigungen für nebenberufliche Tätigkeiten darf in jedem Fall, gleich aus welcher Tätigkeit sie bezogen wird, persönlich und pro Kalenderjahr 3.000 Euro (2.400 Euro bis 2020) nicht übersteigen. Diese Begrenzung ist eine „absolute Grenze“, oberhalb derer in jedem Fall Steuern anfallen.
Aufwandsentschädigungen gem. § 3 Nr. 26 EStG und § 3 Nr. 26a EStG können nur „nebeneinander“ steuerfrei geltend gemacht werden, wenn eine klare Abgrenzung möglich ist, also die Aufwandsentschädigungen gem. § 3 Nr. 26 und Nr. 26a von unterschiedlichen Einrichtungen, Vereinen oder Körperschaften zugewendet werden.

#### Übungsleiterpauschale (§ 3 Nr. 26 EStG)
Eine Aufwandsentschädigung bis zu 3000 Euro jährlich (2400 Euro bis 2020) ist nach § 3 Nr. 26 EStG steuerfrei, wenn sie gezahlt wird
- für eine nebenberufliche Tätigkeit 
  - als Übungsleiter, Ausbilder, Erzieher, Betreuer oder vergleichbaren Tätigkeiten
  - als Künstler (zum Beispiel Sänger, Kirchenmusiker, Theaterverein, Fastnachtsverein) oder
  - zur Pflege alter, kranker oder behinderter Menschen oder
- bei einer juristischen Person des öffentlichen Rechts oder einer ausschließlich und unmittelbar gemeinnützigen, mildtätigen oder kirchlichen Zwecken dienenden Einrichtung (§§ 52 bis 54 der Abgabenordnung)

#### Sog. Ehrenamtspauschale (§ 3 Nr. 26 a EStG)
Einnahmen bis zur Höhe von insgesamt 840 Euro im Jahr (mit Wirkung ab 1. Januar 2007 eingeführt; 500 Euro bis 2012, 720 Euro 2013 bis 2020) sind nach § 3 Nr. 26a EStG steuerfrei, wenn sie für sonstige nebenberufliche Tätigkeiten bei einer juristischen Person des öffentlichen Rechts oder einer ausschließlich und unmittelbar gemeinnützigen, mildtätigen oder kirchlichen Zwecken dienenden Einrichtung gezahlt werden, die nicht unter § 3 Nr. 12, 26, 26 b EStG fallen. Dieser persönliche Steuerfreibetrag ist die sog. Ehrenamtspauschale.
Es handelt sich um einen allgemeinen Freibetrag im gemeinnützigen, mildtätigen oder kirchlichen Bereich, der – anders als nach § 3 Nr. 26 EStG – nicht erfordert, dass der Steuerpflichtige die steuerfreien Einnahmen gerade als Übungsleiter, Ausbilder, Erzieher, Betreuer oder in vergleichbarer Tätigkeit oder künstlerisch oder unmittelbar im Rahmen der Pflege alter, kranker oder behinderter Menschen erzielt. Damit bildet § 3 Nr. 26a EStG gewissermaßen den Grundtatbestand, zu dem § 3 Nr. 26 EStG eine spezialgesetzliche Regelung darstellt.

Die Tätigkeit im Dienst oder Auftrag einer steuerbegünstigten Körperschaft muss für deren ideellen Bereich einschließlich ihrer Zweckbetriebe ausgeübt werden. Tätigkeiten in einem steuerpflichtigen wirtschaftlichen Geschäftsbetrieb und bei der Verwaltung des Vermögens sind nicht begünstigt.
Beispiele:
- Vorstand eines Vereins[7]
- Schiedsrichter im Amateurbereich
- Platz- und Gerätewart
- Ausbildung und Betreuung von Tieren

#### Aufwandspauschalen für ehrenamtliche Betreuer (§ 3 Nr. 26 b EStG)
Steuerfrei sind auch Aufwandspauschalen nach § 1878 BGB für ehrenamtlich tätige Betreuer und Vormünder (§ 1808 Abs. 2 BGB) zur Abgeltung ihres Anspruchs auf Aufwendungsersatz, soweit sie zusammen mit den steuerfreien Einnahmen im Sinne § 3 Nr. 26 EStG den Freibetrag in Höhe von 3000 Euro jährlich nicht überschreiten. Die Pauschale beträgt bis zum 31. Dezember 2025 jährlich 425 Euro, ab 1. Januar 2026 jährlich 450 Euro.

### Aufwandsspende
Verzichtet der nebenberuflich Tätige auf die Auszahlung der Aufwandsentschädigung und spendet sie stattdessen der Körperschaft oder Einrichtung, für die er tätig ist (sog. Aufwandsspende), kann er sie unter bestimmten Voraussetzungen als Sonderausgabe absetzen (§ 10b Abs. 1 Satz 2 Nr. 2, Abs. 3 Sätze 5 und 6 EStG) und der Empfänger eine Zuwendungsbescheinigung über eine Geldzuwendung erteilen. In dieser sind auch ausdrückliche Angaben darüber zu machen sind, ob es sich um den Verzicht auf die Erstattung von Aufwendungen handelt. Der Zuwendungsempfänger muss die zutreffende Höhe des Ersatzanspruchs, über den er eine Zuwendungsbestätigung erteilt hat, durch geeignete Unterlagen im Einzelnen belegen können. Der Anspruch auf die Aufwandserstattung darf nicht unter der Bedingung des Verzichts eingeräumt worden sein (§ 10b Abs. 3 Satz 6 EStG).

## Sozialrecht

### Sozialversicherungspflicht
Die Sozialversicherungsentgeltverordnung nimmt steuerfreie Aufwandsentschädigungen und die in § 3 Nummer 26 und 26a EStG genannten steuerfreien Einnahmen vom sozialversicherungspflichtigen Arbeitsentgelt im Sinne des § 14 SGGB IV aus (§ 1 Abs. 1 Satz 1 Nr. 16 SvEV).

### Arbeitslosenrecht
Eine ehrenamtliche Betätigung schließt Arbeitslosigkeit nicht aus, wenn dadurch die berufliche Eingliederung der oder des Arbeitslosen nicht beeinträchtigt wird (§ 138 Abs. 2 SGB III). Ehrenamtlich im Sinne des § 138 Abs. 2 SGB III ist eine Betätigung, die 
1. unentgeltlich ausgeübt wird,
2. dem Gemeinwohl dient und
3. bei einer Organisation erfolgt, die ohne Gewinnerzielungsabsicht Aufgaben ausführt, welche im öffentlichen Interesse liegen oder gemeinnützige, mildtätige oder kirchliche Zwecke fördern.[11]

Ein pauschalierter Auslagenersatz für eine ehrenamtliche Tätigkeit bis zu einer Höhe von 250 Euro monatlich berührt den Anspruch auf Arbeitslosengeld nach § 136 Abs. 1 Nr. 1 SGB III nicht.
Beim Bezug von Bürgergeld werden Aufwandsentschädigungen oder Einnahmen aus nebenberuflichen Tätigkeiten gem. § 3 Nr. 12,  26 oder 26a EStG und Aufwandspauschalen nach § 1878 BGB nicht als anspruchsminderndes Einkommen berücksichtigt (§ 11a Abs. 1 Nr. 4 und 5 SGB II).

### Sozialhilfe
Nicht zum einsetzbaren Einkommen gehören Aufwandsentschädigungen oder Einnahmen aus nebenberuflichen Tätigkeiten, die nach § 3 Nr. 12, Nr. 26 oder Nr. 26a EStG steuerfrei sind, soweit diese einen Betrag in Höhe von 3 000 Euro kalenderjährlich nicht überschreiten (§ 82 Abs. 1 Satz 2 Nr. 8 SGB XII).